# Columna Prada
La Columna Prada va ser una unitat miliciana republicana que va actuar en la guerra civil espanyola durant els mesos de setembre a desembre de 1936 entorn de la carretera de Toledo a Madrid i en la batalla per la capital.
La primera notícia que hi ha és de finals de setembre, quan ja ha finalitzat el setge de l'Alcàsser de Toledo i les tropes revoltades es preparen per a continuar el seu avanç sobre Madrid. La unitat és manada pel tinent coronel Prada, i està composta per uns 1.500-2.000 soldats. La situació de la Columna Prada seria aproximadament entre les carreteres Toledo-Madrid i la carretera d'Extremadura. Quan Varela reprèn l'atac, la Columna Prada és expulsada de Recas i Palomeque, retirant-se cap a El Viso de San Juan a mitjan octubre.
A partir d'aquí no es tenen dades de la columna, però molt possiblement va actuar al costat d'altres columnes per Illescas a les ordres d'Otal i després de Puigdendolas i després de la mort d'aquest últim a les de Armando Álvarez i Fernández Cavada. Sobre la columna Prada i part de la resta de columnes del sector, va passar a manar Prada a principis de novembre de 1936, defensant en un primer moment Villaverde (al sud de Madrid).
La nova columna Prada anirà reforçant-se durant el mes de novembre, arribant a tenir uns 5.300 soldats, i combatrà principalment al barri d'Usera, defensant l'encreuament del riu Manzanares en el seu sector. El dia 7 de novembre, una unitat de carabiners del tinent coronel Trucharte, que pel que sembla està destacada en aquests dies en la columna «Prada», troben a l'interior d'una tanqueta italiana destruïda el pla d'atac dels rebels sobre Madrid, on s'indica que l'esforç principal per a prendre la ciutat es realitzarà per la Casa de Campo. Aviat aquest informe arriba a Miaja i Rojo que reorganitzen el front.
El dia 8 de novembre la unitat va resistir al primer atac de la columna de Helí Rolando de Tella sobre Usera. Aquest mateix dia la Columna Prada queda integrada en un sector manat pel coronel Emilio Alzugaray. El 9 de novembre van continuar els atacs, i encara que la columna «Prada» va resistir bé en les seves posicions. El 12, a pesar que l'atac rebel es dirigeix per la Casa de Camp, la columna continua sent pressionada, necessitant-se reforços de la columna de Líster. El dia 13 el batalló «Balas Rojas» de la columna és posat en fugida a Usera, i Lister ha de cobrir aquest sector per a evitar una penetració enemiga.
Ja el mes de desembre, quan el front s'estabilitzi, la Columna Prada es va canviar de nom en la Brigada Mixta «C» (21 de desembre) i posteriorment en la 36a Brigada Mixta (1 de gener de 1937). Batallons de la columna foren «Nosotros», «16 de febrero», «Acero», «Pablo Iglesias», «Leones Rojos», «España Libre», «Frente de la Juventud», «Félix Bárcena», «Mancha Roja», «Espartacus», «guardias de Asalto», i el referit «Balas Rojas». Amb els quatre primers es va formar la 36a Brigada.